# The Creative Assembly
The Creative Assembly è una azienda inglese sviluppatrice di videogiochi, creata nel 1987 da Tim Ansell. Nata nel West Sussex ad Horsham, l'azienda ha anche succursali in Australia a Fortitude Valley.
The Creative Assembly ha creato giochi di successo, come la serie di videogiochi di strategia Total War. Nel gennaio 2014 ha diffuso la notizia di un nuovo videogioco sul franchise di Alien chiamato Alien: Isolation, pubblicato il 7 ottobre 2014 sotto l'ala di SEGA. Nel febbraio del 2017 ha pubblicato Halo Wars 2. A marzo ha acquisito Crytek Black Sea rinominata Creative Assembly Sofia.
Nel marzo 2005 l'azienda viene rilevata dal colosso SEGA. Attualmente lo studio fa parte di un complesso di strutture acquistate dalla stessa SEGA, insieme a Sports Interactive, Relic Entertainment e Amplitude Studios.

## Storia

### Fondazione
Creative Assembly è stata fondata a novembre del 1987 da Tim Ansell, che da poco aveva iniziato a fare il programmatore professionale nel 1985, lavorando su videogiochi per Amstrad CPC, Commodore 64 e Atari 800. Inizialmente, l'azienda era molto ristretta per scelta dello stesso Ansell, per permettergli di lavorare personalmente alla programmazione dei videogiochi. I primi progetti della compagnia, prevedevano il trasferimento di giochi dalla piattaforma Amiga al DOS, come nel 1989 in collaborazione con Geoff Crammond a Stunt Car Racer e Shadow of the Beast di Psygnosis. Creative Assembly nel 1993 iniziò a lavorare con Electronic Arts a titoli del marchio EA Sports, iniziando con la versione DOS dei primi giochi FIFA. Grazie a EA Sports, Creative Assembly è stata in grado di produrre prodotti a basso rischio con sponsorizzazioni ufficiali, facendo accrescere l'esperienza e la capacità dello studio nel mondo dei videogiochi. L'azienda ai suoi albori sviluppò molti titoli sportivi tra cui alcuni dedicati alla Coppa del Mondo di rugby del 1995 e 2001, un gioco per la Coppa del Mondo di cricket 1999 e due titoli per l'Australian Football League, rispettivamente nel 1998 e 1999, la quale il titolo AFL 98 riscosse un particolare successo nel mercato australiano del periodo. Una volta che l'azienda nel 1996 decise di espandersi, Ansell assunse Michael Simpson come game director. Simpson oltre a ricoprire il ruolo da game director, si occupava anche del game design, successivamente divenne la forza trainante per il design della serie Total War. Ansell decise di lasciare l'azienda dopo che essa fu acquistata da SEGA, il suo ruolo fu dunque sostituito da Tim Heaton.

## Prodotti sviluppati
| Videogioco                                    | Data uscita       | Piattaforma                                                                            | Editore         | Note                                   |  |
| --------------------------------------------- | ----------------- | -------------------------------------------------------------------------------------- | --------------- | -------------------------------------- |  |
| Baal                                          | 1988              | MS-DOS                                                                                 | Psygnosis       |                                        |  |
| Stunt Car Racer                               | 1989              | MS-DOS                                                                                 | MicroProse      |                                        |  |
| Stryx                                         | 1990              | MS-DOS                                                                                 | Psygnosis       |                                        |  |
| Infestation                                   | 1990              | MS-DOS                                                                                 | Psygnosis       |                                        |  |
| FIFA International Soccer                     | 1993              | MS-DOS                                                                                 | Electronic Arts |                                        |  |
| Microcosm                                     | 1993              | MS-DOS                                                                                 | Psygnosis       |                                        |  |
| Rugby World Cup 95                            | 1994              | MS-DOS                                                                                 | Electronic Arts |                                        |  |
| ARL 96                                        | 1996              | MS-DOS, Windows                                                                        | Electronic Arts |                                        |  |
| International Rugby League                    | 1996              | MS-DOS, Windows                                                                        | Electronic Arts |                                        |  |
| AFL 98                                        | 1998              | Windows                                                                                | Electronic Arts |                                        |  |
| ICC Cricket World Cup England 99              | 1999              | Windows                                                                                | Electronic Arts |                                        |  |
| Cricket 2000                                  | 2000              | Windows                                                                                | Electronic Arts |                                        |  |
| Shogun: Total War                             | 2000              | Windows                                                                                | Electronic Arts |                                        |  |
| Rugby                                         | 2001              | PlayStation 2                                                                          | Electronic Arts |                                        |  |
| Shogun: Total War - Mongol Invasion           | 2001              | Windows                                                                                | Electronic Arts | Espansione di Shogun: Total War        |  |
| Medieval: Total War                           | 2002              | Windows                                                                                | Activision      |                                        |  |
| Medieval: Total War - Viking Invasion         | 2003              | Windows                                                                                | Activision      | Espansione di Medieval: Total War      |  |
| Rome: Total War                               | 2004              | Windows                                                                                | Activision      |                                        |  |
| Rome: Total War: Barbarian Invasion           | 2005              | Windows                                                                                | SEGA            | Prima espansione di Rome: Total War    |  |
| Spartan: Total Warrior                        | 2005              | GameCube, PlayStation 2, Xbox                                                          | SEGA            | Primo spin-off della serie Total War   |  |
| Rome: Total War: Alexander                    | 2006              | Windows                                                                                | SEGA            | Seconda espansione di Rome: Total War  |  |
| Medieval II: Total War                        | 2006              | Windows                                                                                | SEGA            |                                        |  |
| Medieval II: Total War: Kingdoms              | 2007              | Windows                                                                                | SEGA            | Espansione di Medieval II: Total War   |  |
| Viking: Battle for Asgard                     | 2008              | PlayStation 3, Xbox 360, Windows                                                       | SEGA            |                                        |  |
| Empire: Total War                             | 2009              | Windows                                                                                | SEGA            |                                        |  |
| Stormrise                                     | 2009              | PlayStation 3, Xbox 360, Windows                                                       | SEGA            |                                        |  |
| Napoleon: Total War                           | 2010              | Windows                                                                                | SEGA            |                                        |  |
| Sonic Classic Collection                      | 2010              | Nintendo DS                                                                            | SEGA            |                                        |  |
| Total War: Shogun 2                           | 2011              | Windows                                                                                | SEGA            |                                        |  |
| Total War: Shogun 2 - Il tramonto dei samurai | 2012              | Windows                                                                                | SEGA            | Espansione di Total War: Shogun 2      |  |
| Total War Battles: Shogun                     | 2012              | Windows, iOS, Android                                                                  | SEGA            | Secondo spin-off della serie Total War |  |
| Total War: Rome II                            | 2013              | Windows                                                                                | SEGA            |                                        |  |
| Alien: Isolation                              | 2014              | PlayStation 4, PlayStation 3, Windows, Xbox 360, Xbox One, macOS, Linux, Switch (2019) | SEGA            |                                        |  |
| Total War: Attila                             | 2015              | Windows                                                                                | SEGA            |                                        |  |
| Total War Battles: Kingdom                    | 2015              | Windows, iOS, Android                                                                  | SEGA            | Terzo spin-off della serie Total War   |  |
| Total War: Warhammer                          | 2016              | Windows                                                                                | SEGA            |                                        |  |
| Halo Wars 2                                   | 2017              | Windows, Xbox One                                                                      | Microsoft       | Sequel di Halo Wars                    |  |
| Total War: Warhammer II                       | 2017              | Windows                                                                                | Microsoft       | Sequel di Total War: Warhammer         |  |
| Total War Saga: Thrones of Britannia          | 2018              | Windows                                                                                | Microsoft       |                                        |  |
| Total War: Arena                              | 2019 (cancellato) | Windows                                                                                | Microsoft       |                                        |  |
| Total War: Three Kingdoms                     | 2019              | Windows                                                                                | Microsoft       |                                        |  |
| Total War Saga: Troy                          | 2020              | Windows                                                                                | Microsoft       |                                        |  |
| Total War: Warhammer III                      | 2021              | Linux, macOS, Microsoft Windows                                                        | Microsoft       |                                        |  |